# Ernest Bloch
Ernest Bloch (ur. 24 lipca 1880 w Genewie, zm. 15 lipca 1959 w Portland) – amerykański kompozytor, pedagog i dyrygent żydowskiego pochodzenia.

## Życiorys
Studiował w konserwatorium w Genewie grę na skrzypcach u Alberta Gossa i Louisa Étienne-Reyera oraz solfeż i kompozycję u Émile’a Jaques’a-Dalcroze’a. W latach 1896–1899 kontynuował studia w Brukseli u Eugène’a Ysaÿe’a (skrzypce), François Rasse’a (kompozycja) i Franza Schörga (skrzypce i muzyka kameralna). Następnie wyjechał do Niemiec, gdzie w latach 1899–1901 studiował pod kierunkiem Iwana Knorra we Frankfurcie n. Menem, a w latach 1901–1903 u Ludwiga Thuillego w Monachium.
Od 1909 do 1911 działał jako dyrygent w Lozannie i Neuchâtel. W latach 1911–1915 wykładał kompozycję w genewskim konserwatorium. W tym czasie miał już w swoim dorobku m.in. dwie symfonie, dwa poematy symfoniczne i liryczną operę Macbeth, której prapremiera miała miejsce w Opéra-Comique w Paryżu, 30 listopada 1910.
W 1916 wyjechał do USA i osiedlił się w Nowym Jorku. Jego amerykańską karierę kompozytorską zapoczątkowała prapremiera I Kwartetu smyczkowego b-moll w wykonaniu Flonzaley Quartet, w grudniu 1916. Jego kompozycje orkiestrowe były wykonywane w Bostonie, Nowym Jorku i Filadelfii. W marcu 1917 osobiście dyrygował Bostońską Orkiestrą Symfoniczną podczas prawykonania swojego tryptyku symfonicznego Trois poemes juifs. Po kolejnym sukcesie w Filadelfii, gdzie w styczniu 1918 poprowadził wykonanie swoich „żydowskich” kompozycji dyrygując Orkiestrą Filadelfijską, podpisał kontrakt z firmą wydawniczą G. Schirmer Inc., która opublikowała te kompozycje z logo kompozytora (Gwiazda Dawida z inicjałami EB w środku) utrwalając w świadomości opinii publicznej jego żydowską tożsamość.
Równocześnie Bloch rozwijał swoją działalność pedagogiczną: początkowo w nowojorskiej David Mannes School of Music, następnie w Cleveland Institute of Music, którego był założycielem i dyrektorem (1920–1925), wreszcie w konserwatorium w San Francisco, którym kierował (1925–1930). W 1930 wyjechał na 8 lat do Europy, ale wobec narastającego antysemityzmu powrócił na stałe do USA. W 1940 objął stanowisko profesora na Uniwersytecie Kalifornijskim w Berkeley, gdzie prowadził kursy letnie aż do przejścia na emeryturę w 1952.
Był laureatem kilku amerykańskich nagród kompozytorskich. Istnieje kilka towarzystw jego imienia: londyńskie International Ernest Bloch Society (IEBS), którego pierwszym honorowym prezesem był Albert Einstein, założone jeszcze za życia kompozytora w 1937 i reaktywowane w 2008 oraz The Ernest Bloch Legacy Project z siedzibą w Newport, związane z Agate Beach, gdzie Bloch mieszkał przez ostatnie 18 lat (1941–1959), a także stowarzyszenia w Izraelu i Szwajcarii.

## Twórczość
Bloch dążył do wypracowania autonomicznego stylu muzyki żydowskiej. Większość jego kompozycji osadzona jest w tematyce hebrajskiej, nierzadko rytualnej, np. II Symfonia „Israel” (1916), Schelomo: a Hebrew Rhapsody (1916), Baal-Shem – Three Pictures of Chassidic Life (1923), msza hebrajska Avodath Hakodesh (1933) i inne utwory składające się na tzw. „cykl żydowski”. Ich orientalny lub quasi-hebrajski charakter potęguje bogata kolorystycznie instrumentacja i zwiększone interwały, zwłaszcza w Schelomo kwarty czyste i zwiększone przywodzą na myśl dźwięk szofaru w Rosz ha-Szana i Jom Kipur. Inne cechy jego hebrajskiego idiomu muzycznego to częste akcentowanie końcowej części taktu (analogicznie jak w języku hebrajskim), nieskrępowany przebieg rytmiczny (sugerujący melizmaty hebrajskiego śpiewu) oraz wszechobecny synkopowany rytm typu scotch snap (i jego odmiany), który stał się znany jako „rytm Blocha”.
Obok muzyki żydowskiej Bloch komponował też utwory oparte częściowo na estetyce neoklasycystycznej, np. dwie sonaty na skrzypce i fortepian (1920, 1924), I Kwintet fortepianowy (1923) (gdzie wykorzystał ćwierćtony w I i III części), czy Concerto Grosso nr 1 (1925). Jednak w całej twórczości Blocha widoczna jest jego skłonność do eklektyzmu, choćby w inspirowanym poezją Walta Whitmana cyklu fortepianowym Poems of the Sea (1922), w którym występuje mieszanka impresjonizmu, modalności i sztajgerów (żydowskie skale muzyczne).

## Wybrane kompozycje
(na podstawie materiałów źródłowych

### Utwory orkiestrowe
- I Symfonia cis-moll (1902)
- Trois poemes juifs, poematy symfoniczne (1913)
- II Symfonia „Israel” (1916)
- America, rapsodia (1926)
- Suite symphonique (1944)
- Sinfonia breve (1952)
- III Symfonia Es-dur (1955)

### Utwory na instrument i orkiestrę
- Schelomo: a Hebrew Rhapsody, na wiolonczelę i orkiestrę (1916)
- Baal-Shem – Tree Pictures of Chassidic Life, na skrzypce i orkiestrę (1923)
- Concerto grosso nr 1 na orkiestrę smyczkową i fortepian obbligato (1925)
- Voice in the Wilderness, poemat symfoniczny na orkiestrę i wiolonczelę obbligato (1936)
- Koncert skrzypcowy (1938)
- Concerto grosso nr 2, na kwartet smyczkowy i orkiestrę smyczkową (1952)
- Proclamation, na trąbkę i orkiestrę (1955)

### Utwory kameralne
- 2 kwintety fortepianowe (1923, 1957)
- 5 kwartetów smyczkowych (1916, 1945, 1952, 1953, 1956)
- 2 sonaty na skrzypce i fortepian (1920, 1924)
- utwory na altówkę i fortepian : Meditation, Processional, Suite hebraique, Suita (1919), przerobiona na koncert altówkowy (1920)
- Meditation hebraique, na wiolonczelę i fortepian (1924)
- 3 szkice From Jewish Life, na wiolonczelę i fortepian (1924)
- 3 nokturny, na skrzypce, wiolonczelę i fortepian (1924)
- In the Mountains, na 2 skrzypiec, altówkę i wiolonczelę (1925)

oraz utwory solowe na fortepian, na instrumenty smyczkowe

### Utwory wokalno-instrumentalne
- Macbeth, opera (1909)
- Avodath Hakodesh, msza hebrajska na baryton, chór i orkiestrę (1933)
- Sabbath Morgenfeier na chór i orkiestrę (1934)